# César Fernando Silva dos Santos
Cesar Fernando Silva dos Santos (nacido el 29 de noviembre de 1989), llamado también Cesinha, es un futbolista profesional brasileño que juega en el Daegu FC como Mediocentro ofensivo .

## Carrera

### Primeros años en Brasil
Nacido en São José do Rio Preto, Brasil, Cesinha se formó en el equipo juvenil del Corinthians, pero hizo su debut senior mientras estaba cedido en el Osvaldo Cruz de la segunda división del Paulistao.  Después de presentarse en União Barbarense y Pão de Açúcar, regresó al primero el 7 de diciembre de 2011.  El 16 de mayo de 2012 Cesinha fichó por Bragantino .  Después de aparecer con moderación, regresó al Barbarense en enero del año siguiente, cedido por seis meses.  Regresó a Braga en junio de 2013,  apareciendo regularmente después. El 3 de octubre del año siguiente fue cedido al Atlético Mineiro, hasta mayo de 2015.  Cesinha hizo su debut en la Serie A de Brasil el 9 de octubre, reemplazando a Luan en el empate 0-0 contra el Fluminense .  El 6 de mayo de 2015 pasó al equipo de liga Ponte Preta, hasta diciembre. 

### Corea del Sur
En 2016, Cesinha fue cedido al club surcoreano Daegu FC . Al marcar 11 goles, ayudó a asegurar el ascenso del club ese año de la K League 2 a la máxima categoría del fútbol de Corea del Sur, la K League 1 . Su préstamo se hizo permanente al año siguiente. Para junio de 2020, llevaba cinco años viviendo en Corea del Sur, uno de los criterios para convertirse en ciudadano del país. Los medios informaron que Cesinha tenía muchas ganas de convertirse en ciudadano surcoreano y representar al país en el fútbol internacional..